# Carlos Acuña
Carlos Ernesto Di Loreto (Buenos Aires, 4 de noviembre de 1915-Buenos Aires, 19 de febrero de 1999), más conocido como Carlos Acuña, fue un cantante y compositor argentino que desarrolló una importante carrera en España, donde fue considerado "el otro Gardel". Actuó con las orquestas de Rodolfo Biagi y Mariano Mores, y se destacó como solista. Recorrió 36 países y compuso 250 temas.

## Biografía
Estudió canto con el maestro Ricardo Domínguez, ex tenor del Teatro Colón y con Eduardo Bonessi, quien había sido el profesor de Carlos Gardel. Debutó en Radio París, en 1933, usando el seudónimo Carlos Dillon, compartiendo las audiciones con Ignacio Corsini y Tita Galatro, entre otros. A los tres meses pasó a LR9 Radio Fénix contando con tan solo 18 años. Fue integrante del conjunto humorístico-musical Los Bohemios. Luego diseñó con un amigo suyo su seudónimo definitivo (Acuña) ya que el anterior era inglés. En 1939 actuó en cinco importantes radios de la ciudad de Buenos Aires acompañado por los guitarristas Canataro y Pedretti. 
Luego continuó en las orquestas de Tito Ribero, Mario Rocha y Jerónimo Bongioni y en 1940, fue contratado por Ernesto de la Cruz para integrar su sexteto. Un año después, en 1941 el músico Carlos Di Sarli, al escucharlo, le realizó una prueba, en la cual fue aceptado y debutó formando rubro vocal con Roberto Rufino. Con esta se presentó con un éxito rotundo en Radio El Mundo, giras por el interior y en el cabaret Marabú. El 2 de agosto de ese mismo año grabó su único registro con Di Sarli para el sello de RCA Víctor, que contenía el tango Cuando el amor muere, de Alfredo Malerba y Héctor Marcó.
Desvinculado de Di Sarli, a fines de 1942, volvió al sexteto de Ernesto de la Cruz, para debutar por Radio El Mundo junto con la cancionista Alba Sabino. Ese año fue contratado por Rodolfo Biagi, debutó en Radio Splendid junto al cantor Alberto Amor y gracias al éxito obtenido, la emisora organizó una gira por el interior del país. Con aquella orquesta continuó hasta 1944, dejando en el disco 12 obras.
Retornó como solista con los bandoneonistas Emilio Orlando y Alfredo Calabró y las guitarras de Alfredo y Antonio Parisi, contando con la presentación del poeta Celedonio Flores, con los que durante tres años actuó en confiterías, clubs y lugares bailables. En 1947, con la muerte de Flores, este es reemplazado por el animador Ricardo Barcelona. Tiempo después, Acuña viaja hacía Uruguay, donde fue contratado y considerado luego un ídolo. De regreso a Buenos Aires, fue partícipe del programa Corrientes y Esmeralda, emitido por Radio Argentina.
Trabajó también en Mar del Plata y en la boite del Casino Provincial. En 1952, grabó dos temas con la orquesta de Nicolás D'Allessandro. En 1955, el director y arreglador Martín Darré lo presentó a Mariano Mores, quien lo incluyó en su conjunto para encabezar en el Teatro Nacional Cervantes junto a Tita Merello, Tito Lusiardo y Beba Bidart. Después realizan una gira por las ciudades más importantes, Chile y Uruguay con el espectáculo Buenos Aires canta, con Jorge Sobral. Con Mores registró 15 temas musicales, el primero fue en 1956 para el sello Odeón, titulado La calesita.
En 1960, integró una embajada musical a México, con Mariano Mores y los cantantes Susy Leiva y Sergio Cansino. Estando allí, Acuña fue llamado por la compañía grabadora Peerless para grabar un disco de larga duración conteniendo 12 obras de Carlos Gardel acompañado por una orquesta dirigida por Martín Darré. En 1961, viajó a Italia para participar en el Festival de la Canción Argentina, junto a Argentino Ledesma, Chola Luna, Antonio Maida y el pianista Miguel Nijensohn. Luego de un breve regreso al país, viajó a Berlín y después a España, donde se radica por unos 20 años. Considerado una estrella de la Sociedad Española de Radiodifusión, participó del radioteatro musical La vida de Carlos Gardel. Fue recordado su eslogan: "Ayer, Gardel. Hoy, Acuña" y el dictador Francisco Franco admiró su versión del clásico Tomo y obligo. En la península ibérica grabó más de 15 discos, filmó El hombre de las botas de oro, donde estrenó su tango Yo quiero conocer Madrid.
Allí, conoció al expresidente Juan Domingo Perón, quien se encontraba exiliado en Madrid, de quien fue íntimo amigo y delegado personal. Además, hizo algunos viajes a Argentina. Entre los años 1962 y 1978 grabó dos temas para el sello Iberofón y 104 para el sello Zafiro. En 1978, Acuña volvió a la ciudad y comenzó a intervenir en programas de televisión, radio y a presentarse en locales nocturnos. Finalmente, en 1983 y 1984, grabó una serie de 48 temas, los primeros 12 con las guitarras de Adolfo Carné y los subsiguientes con las guitarras de Juan José Domínguez, entre los que podemos destacar: Virgencita de Pompeya, Un boliche e Isla de Flores. A mediados de los 80, se lo pudo apreciar en el Café de Los Angelitos.
En 1990 se radicó nuevamente en España para trabajar en espectáculos y en televisión. Se desempeñó también como compositor y autor y entre sus canciones se encuentran la música del tango del uruguayo Tito Cabano Un boliche; Al poeta del suburbio, dedicado a Celedonio Flores, con Juan Paradiso; Che Madrid y Ramona Barcelona, con Cátulo Castillo; Viví el momento y Para ti Isabel, con Héctor Polito y Alberto Lago; Amor y milonga, con José Rizzo; Dios lo quiso, con Ricardo Martínez y Alberto Lago; El nombre de usted es Ninón, con Oneca; y Tiempo del Abasto, con Ricardo Martínez y Ángel Di Rosa.
Durante los 90, ya con problemas en la voz y en su salud, seguía presentándose de forma esporádica en espectáculos de tono evocativo. Falleció a los 83 años el 19 de febrero de 1999 de una afección cardíaca en Buenos Aires.